# Narcos II
Narcos II (né le 21 juin 1979 à Tamerville, mort le 7 avril 2009) est un étalon bai du stud-book Selle français, qui a concouru en saut d'obstacles avant de devenir un reproducteur réputé.

## Histoire
Il naît le 21 juin 1979 au haras de Tamerville, l'élevage de Jean Brohier situé dans la Manche, en Normandie. Monté par le fils de son éleveur, Denis Brohier, puis par Éric Navet, il accède aux finales jeunes chevaux de Fontainebleau en 1983, en se classant 3e du Championnat des 4 ans,. L'année suivante, il remporte le Championnat des 5 ans, puis celui des 6 ans en 1985,.
Avec Éric Navet, il commence une carrière de compétiteur international en saut d'obstacles, qui s'interrompt en 1987 pour cause de fourbure. Il ne reprend la compétition qu'en 1989, cette fois au niveau national. Florian Angot le récupère en 1991, et remporte avec lui le Championnat d’Europe Juniors.
Il passe sa retraite chez ses naisseurs, la famille Brohier, et meurt le 7 avril 2009, à l'âge avancé de 30 ans (quelques mois après Le Tot de Semilly), par euthanasie, en raison d'un affaiblissement général causé par un refus d'alimentation.

## Description
De robe baie, ce Selle français originel mesure 1,68 m. Il présente beaucoup de force et d'amplitude.

## Palmarès
Il atteint un ISO (Indice de saut d'obstacles) de 166 en 1989.

## Descendance
Narcos II est l'un des plus grands reproducteurs du stud-book SF à son époque, avec Le Tot de Semilly. Ayant sailli 2 064 fois, il est le père de 1 475 poulains, surtout des Selle français. Parmi ses descendants figurent Twist du Vallon, Trophée du Rozel, Urbain du Monnai, Tisca, Une des Cresles, Ulanne du Plessis, Anisette Brécéenne, Altesse de Boêle et Viking du Tillard.